# Острогорський Мойсей Якович
Острогорський Мойсей Якович (1854, Більський повіт Гродненська губернія, Литовське генерал-губернаторство — 10 лютого 1921, Петроград) — російський політолог, історик, юрист, соціолог.

## Біографія
Закінчив юридичний факультет Санкт-Петербурзького університету та паризький Інститут політичних досліджень), де написав дисертацію «Про походження загального виборчого права» (1885).
У 1902 році в Англії видав свою головну працю — 2-томну монографію «Демократія і організація політичних партій».
У 1906-му став членом I Державної думи від Гродненської губернії; залишаючись безпартійним, зазвичай голосував разом з кадетами.